# Пополжани (Грчка)
Пополжани, Папажани или Попожане (грч. Παπαγιάννης, Папајанис) је насеље у Грчкој у општини Лерин, периферија Западна Македонија. Према попису из 2021. било је 426 становника.

## Географија
Насеље се налази на 12 километара североисточно од Лерина, на надморској висини од 615 метара, поред железничке пруге Солун-Лерин-Битољ.

## Историја
Почетком 20. века Пополжани су чисто словенско насеље Леринске казе у Османском царству. Васил Канчов бележи да је 1900. године у Пополжанима било 1.100 Словена хришћана. Према секретару Бугарске егзархије, Димитру Мишеву, 1905. године у насељу је било 1.088 Словена егзархиста и радила је егзархијска основна школа. Према Боривоју Милојевићу, 1920. године у насељу је било 120 кућа Словена хришћана. На попису 1913. године насеље је имало 887 житеља, 1920. године имало је 750, 1928. године 930, а 1940. године 1.334 житеља. Број становника између два светска рата је повећан због високог наталитета и поред исељавања у прекоокеанске земље, Југославију, Бугарску, као и у Лерин.

### Пописи
| Година       | 1940  | 1951  | 1961  | 1971 | 1981 | 1991 | 2001  | 2011 |
| ------------ | ----- | ----- | ----- | ---- | ---- | ---- | ----- | ---- |
| Становништво | 1.334 | 1.389 | 1.382 | 984  | 923  | 912  | 1.016 | 581  |